# Оберг, Бориана
Бориана Оберг (швед. Boriana Åberg; род. 1968) ― шведский политик болгарского происхождения, депутат Риксдага с 2008 года от избирательного округа Южный Сконе.
Училась в университете по специальности инженер-строитель в Болгарии. Переехала в Швецию после окончания Холодной войны.Там она вышла замуж и родила двоих детей, впрочем, расставшись с мужем после десяти лет брака. Однажды сказала, что полученное ею в Болгарии образование в Швеции бесполезно, поэтому она также окончила Лундский университет по специальности социология и некоторое время работала личным секретарём.
Оберг вступила в Умеренную коалиционную партию в 1998 году. Ей импонировали взгляды и харизма лидера партии и премьер-министра Швеции Карла Бильдта. Бориана стала членом городского совета Кевлинге и была назначена председателем совета в 2007 году. Она баллотировалась в Риксдаге в 2006 году и заняла шестое место в партийном списке, однако в парламент прошли только пятеро.
В 2008 и 2009 годах она в течение двух месяцев замещала своего коллегу по партии на его парламентском кресле. В 2010 году она снова участвовала в выборах в парламент, и на этот раз успешно. Была переизбрана в 2014 году. Позднее Оберг входила в состав шведской делегации в Совете Европы и являлась членом Комитета по дорожному движению и Комитета по рынку труда.